# Рекурсивен акроним
Рекурсивен акроним се нарича акроним, който се отнася до самия себе си. Най-старият акроним е може би този на кредитните карти VISA от 1976 г. – VISA International Service Association.
Не след дълго в компютърния свят тези акроними се възприемат като хакерски (особено в MIT). Първият рекурсивен акроним от този вид възниква през 1977 или 1978 и се казва TINT – TINT Is Not Teco. През историята на компютрите сме свидетели на множество примери за такива акроними като:
- GNU: Gnu's Not Unix (на английски: „GNU’s Not UNIX“ – „GNU не е UNIX“)
- Cygnus: Cygnus: Your GNU Support (на английски: „Cygnus: Your GNU Support“ – „Cygnus: вашата GNU поддръжка“)
- Wine: Wine Is Not an Emulator (на английски: „WINE Is Not Emulator“ – „WINE не е емулатор“)
- LAME: LAME Ain't an MP3 Encoder (на английски: „LAME Ain't an MP3 Encoder“ – „LAME не е mp3 кодер“)